# 平本真之
平本 真之（ひらもと まさゆき、1984年5月5日 - ）は、愛知県大府市出身のボートレーサー。登録第4337号。身長159cm。血液型A型。96期。師匠は上島久男（登録番号2447）、妻に元競艇選手の平本さやか（旧姓は栃原・登録番号4455）、同期に新田雄史、魚谷香織、篠崎元志がいる。

## 来歴
- 愛知県立刈谷工業高等学校卒業後、やまと競艇学校を受験して3度目で合格[1]。リーグ戦勝率7.30（準優出5　優出5　第4戦優勝）の成績を残して、卒業記念競走に優出した（3着）。
- 2005年5月20日から蒲郡競艇場で開催された一般戦でデビュー[1]（6着）。翌21日、2日目第1Rで初勝利。（2走目）
- デビュー後2年半でA1級に初昇格。
- 2008年2月26日から常滑競艇場で開催された G1「開設55周年記念マーメイドグランプリ」でG1初出走。
- 2008年4月24日から常滑競艇場で開催された 一般戦「とこなめスプリングカップ」で初優勝[1]（優出4回目）。
- 2009年2月19日、平和島競艇場で開催された 一般戦「第7回府中市長杯」で優勝。
- 2009年4月8日、常滑競艇場で開催された G1「第56回マーメイドグランプリ」5日目第4RでG1初勝利[2]。
- 2009年4月23日、琵琶湖競艇場で開催された 新鋭リーグで優勝。
- 2009年11月4日、三国競艇場で開催された「しもつき第1戦」で優勝。
- 2010年8月24日、蒲郡競艇場で開催された SG「第56回モーターボート記念」でSG初出走。同日8RでSG初勝利[3]。8月29日、SG初優出（4着）[4]。
- 2010年11月10日、丸亀競艇場で開催された G1「ダイヤモンドカップ」でG1初優出（2着）[5]。
- 2011年6月26日、児島競艇場で開催された SG「第21回グランドチャンピオン決定戦（東日本大震災被災地支援競走）」にて1号艇で自身2度目のSG優出を果たすも、スタートで立ち遅れ6着に終わる。
- 2012年2月12日、芦屋競艇場で開催された G1「第59回全日本王座決定戦」にて2コースから差しを決めG1初優勝[1]。
- 2014年12月23日、ボートレース平和島で開催された SG「第29回グランプリシリーズ」にてSG初優勝を飾る[1]。
- 2015年3月8日、ボートレース常滑で開催された G1「開設61周年記念トコタンキング決定戦」において念願の地元周年を獲得。
- 2016年5月29日、ボートレース尼崎で開催された SG「第43回ボートレースオールスター」を優勝（委員会推薦・1,700票）。
- 2021年10月31日、ボートレース平和島で開催された SG第68回「ボートレースダービー」を優勝。

## SG,G1,G2優勝

### SG
- 第29回グランプリシリーズ（平和島）
- 第43回ボートレースオールスター（尼崎）
- 第68回ボートレースダービー（平和島）

### G1
- 開設59周年記念全日本王座決定戦（芦屋）
- 第60回東海地区選手権（浜名湖）
- 開設61周年記念トコタンキング決定戦（常滑）
- 開設66周年記念オールジャパン竹島特別（蒲郡）

### G2
- 第23回競艇祭（大村）
- 第66回結核予防事業協賛　秩父宮妃記念（びわこ）

## 戦績
- 出走回数：4490回
- 優勝回数：39回
- 優出回数：171回
- 1着回数：1218回
- フライング(F)回数：14 回
- 出遅れ(L)回数：0回
- 通算勝率：6.92
- 2連対率：47.91
- 3連対率：64.65
- 生涯獲得賞金：1,016,702,949円